# Prionotus stephanophrys
Prionotus stephanophrys és una espècie de peix pertanyent a la família dels tríglids.

## Descripció
- Fa 43 cm de llargària màxima (normalment, en fa 30).[4][5][6]

## Depredadors
Al Perú és depredat per Merluccius gayi peruanus, Trachurus symmetricus i Merluccius gayi gayi.

## Hàbitat
És un peix marí, demersal i de clima subtropical que viu entre 15-110 m de fondària (normalment, entre 18 i 46).

## Distribució geogràfica
Es troba al Pacífic oriental: des del riu Colúmbia (Washington, els Estats Units) fins a Xile.

## Observacions
És inofensiu per als humans.